# Giovanni Camillo Glorioso

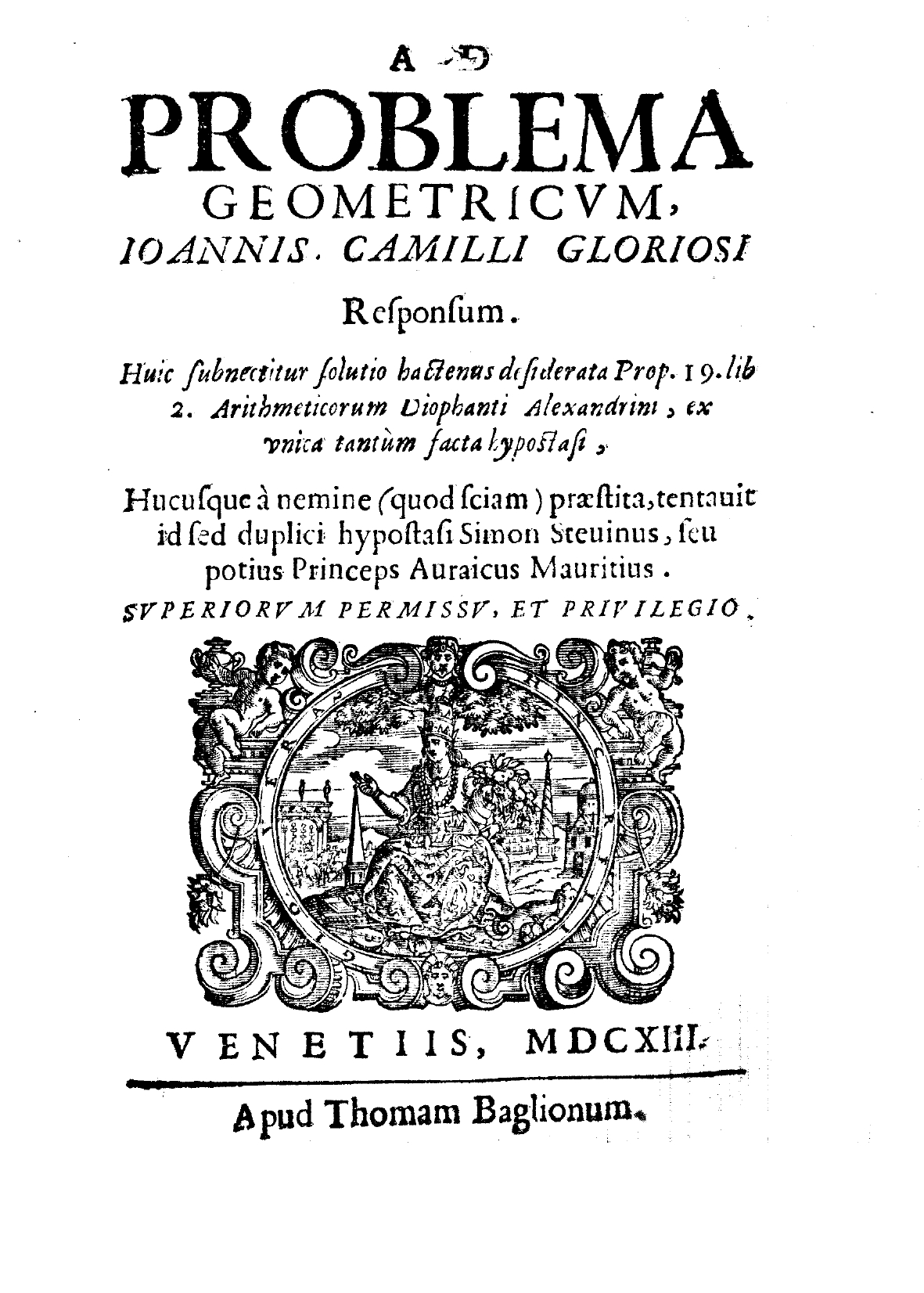
Ad problema geometricum responsum, 1613

Giovanni Camillo Glorioso, o Gloriosi (Giffoni Valle Piana, 1572 – Napoli, 8 gennaio 1643), è stato un matematico e astronomo italiano. Fu amico di Marino Ghetaldi e successore di Galileo Galilei all'Università di Padova.

## Biografia

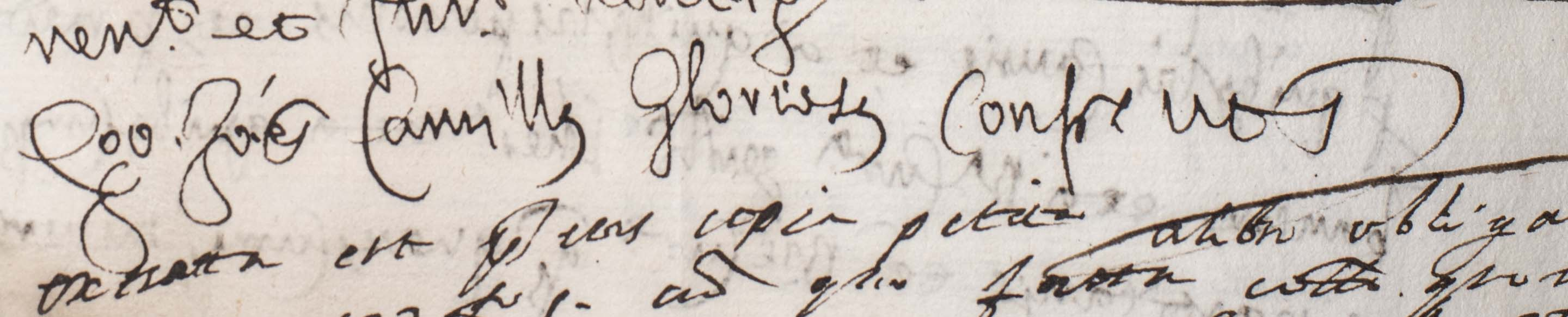
La firma di Glorioso nell'estratto di una procura

Giovanni Camillo Glorioso nacque a forse a Gauro, allora territorio di Giffoni, presso Salerno. Appartenente a una famiglia della piccola nobiltà, Glorioso studiò probabilmente presso il collegio gesuitico di Napoli, dove entrò in contatto con l'astronomo Giovanni Giacomo Staserio. Laureatosi in filosofia e teologia presso l'università di Napoli, entrò in corrispondenza con Galileo nel 1604. Entro il 1606 Glorioso si stabilì a Venezia. In Veneto frequentò Galileo, Paolo Sarpi, Giovanni Francesco Sagredo e Antonio Santini (1577–1662). In questo ambiente ricco di stimoli venne a contatto con le novità algebriche che si stavano diffondendo in Italia. Nel 1613 Gloriosi sostituì Galileo all'università di Padova, con uno stipendio di 350 fiorini l'anno. Antonio Favaro suggerisce che l'appoggio di Galileo sia stato decisivo nell'assicurare a Glorioso la successione nella cattedra. In campo astronomico Glorioso condusse importanti osservazioni sulla cometa del 1618, su Marte e su Saturno. In occasione dell'apparizione della cometa del 1618, tenne alcune lezioni molto lodate sulle comete, nelle quali si allontanava dai precetti aristotelici e, riprendendo le tesi innovative di Tycho Brahe, sosteneva che le comete fossero corpi celesti simili ai pianeti, dotate di una loro orbita circolare che si trovava a una distanza dalla Terra superiore a quella della Luna. Dietro richiesta di amici, Gloriosi pubblicò queste lezioni nel 1624. In polemica con Gloriosi Fortunio Liceti, lettore di filosofia a Padova, pubblicò il De novis astris, et cometis (1622), in cui cercava di spiegare i nuovi dati nel quadro aristotelico. Gloriosi rispose a Liceti nella Responsio ad controversias de cometis (1626). Gloriosi polemizzò anche con il filosofo aristotelico Scipione Chiaramonti e con il matematico svizzero Barthélemy Souvey, suo successore all'università di Padova.
Legato a Galileo da un rapporto di amicizia e di stima, Gloriosi manifestò tuttavia alcune riserve sul valore dei contributi astronomici del toscano. Contro l'opinione sostenuta da Galileo nel Saggiatore, pervenne dal calcolo della parallasse a dedurre l'origine cosmica delle comete. In una lettera del 1610 all'amico Johann Schreck, negò a Galileo il merito dell'invenzione del telescopio e del compasso proporzionale, attribuito a Michel Coignet. Queste accuse, tuttavia, appaiono infondate: secondo Rosen, infatti, Galileo non sostenne mai di essere l'inventore del telescopio, che chiamava "tubo olandese". La situazione è simile per il compasso proporzionale, che nelle sue varie forme ebbe diversi inventori. Sembra peraltro escluso per questioni cronologiche che lo strumento di Coignet abbia potuto ispirare Galileo.
L'opera maggiore di Gloriosi, Exercitationum Mathematicarum Decades tres (1627-1639), assume un particolare interesse per il massiccio uso che Gloriosi fa dell'algebra di Viète, e in particolare per le sue applicazioni delle tecniche algebriche a problemi di geometria. Interessato alle problematiche aritmetiche, che rivisita alla luce dell'«arte analitica», Gloriosi affronta anche problemi «classici», come quello delle lunule quadrabili: l'«Exercitatio quarta» della Decas prima è dedicata alla confutazione della pseudo-quadratura del cerchio per mezzo di lunule di Giovanni Battista Della Porta. Le Exercitationes di Gloriosi sono una delle prime opere matematiche a usare la notazione {\displaystyle Aqqc} per l'equivalente dell'attuale {\displaystyle A^{8}}.
Glorioso morì a Napoli l'8 gennaio 1643. Dopo la sua morte la sua biblioteca fu acquistata dal viceré Ramiro Felipe Núñez de Guzmán.

## Opere
- (LA) Ad problema geometricum responsum, Venezia, Tommaso Baglioni, 1613.
- (LA) De cometis dissertatio astronomico-physica publice habita in gymnasio Patauino anno Domini 1619, Venezia, Tipografia Varisciana, 1624.
- Responsio ad controversias de cometis peripateticas, seu potius ad calumnias, et mendacia cuiusdam peripatetici, Venezia, 1626.
- Exercitationum mathematicarum decas prima. In qua continentur varia et theoremata et problemata, tum… ad solvendum proposita, tum… inter legendum animadversa, Napoli, 1627.
- Exercitationum mathematicarum decas secunda…, Napoli, 1635.
- Exercitationum mathematicarum decas tertia…, Napoli, 1639.
- (LA) Responsio ad vindicias Bartholomaei Soveri, Napoli, Secondino Roncagliolo, 1630.
- Castigatio examinis Scipionis Claramontii in secundam decadem Io. Camilli Gloriosi, Napoli 1637.
- (LA) Responsio ad apologiam Benedicti Maghetti item responsio eiusdem ad Scipionem Claramontium, Napoli, Secondino Roncagliolo, 1641.